# 氷晶
氷晶（ひょうしょう、ice crystal)とは、氷の結晶のこと。特に、六角柱、六角板、樹枝状などの形をした、小さな氷の粒子のことを指すことが多い。大気中で、氷晶が大きく成長した雪の結晶は雪片、霰や雹などの結晶は氷粒などと呼ぶ。

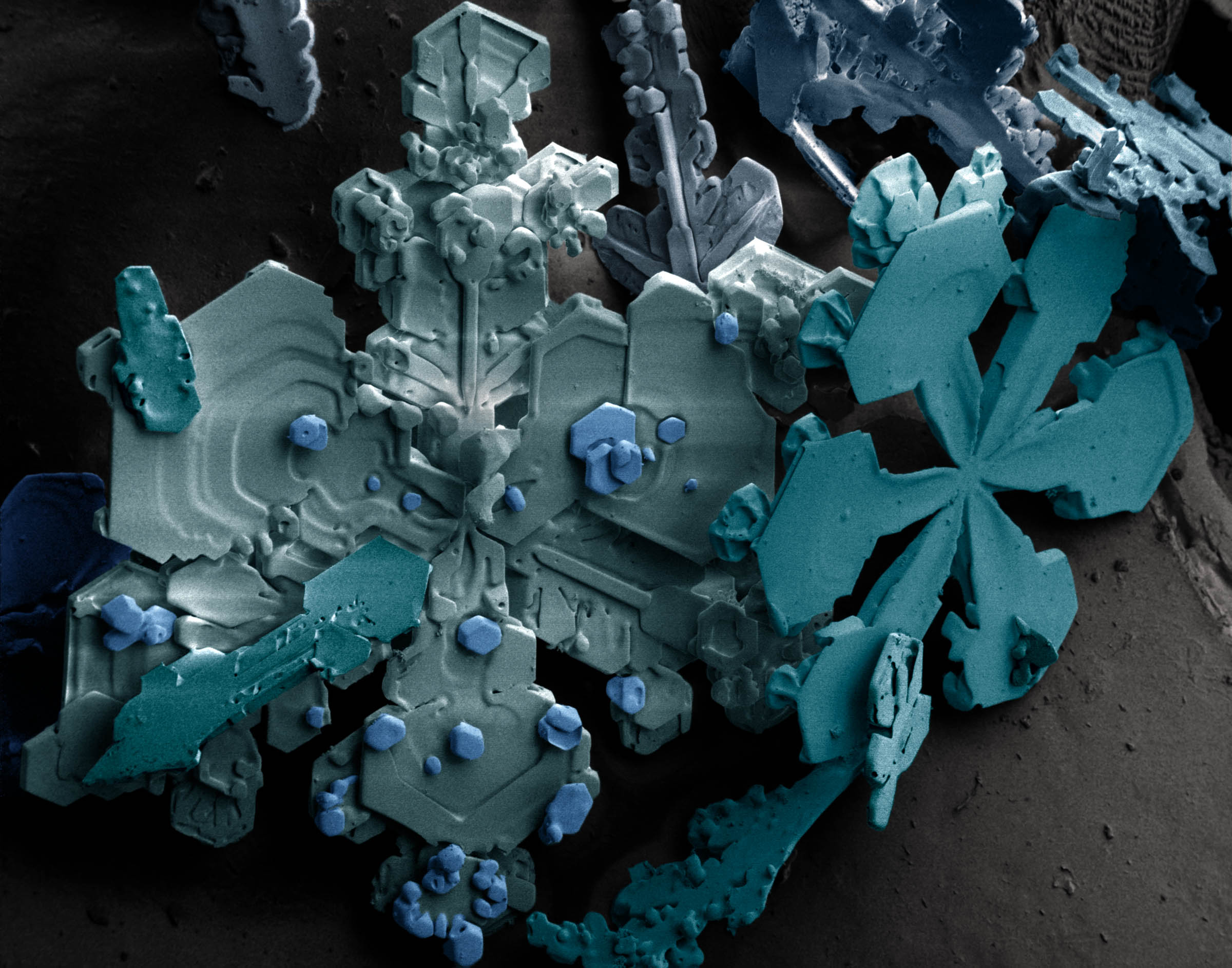
走査型電子顕微鏡で撮影した氷晶。コンピュータで着色してある。

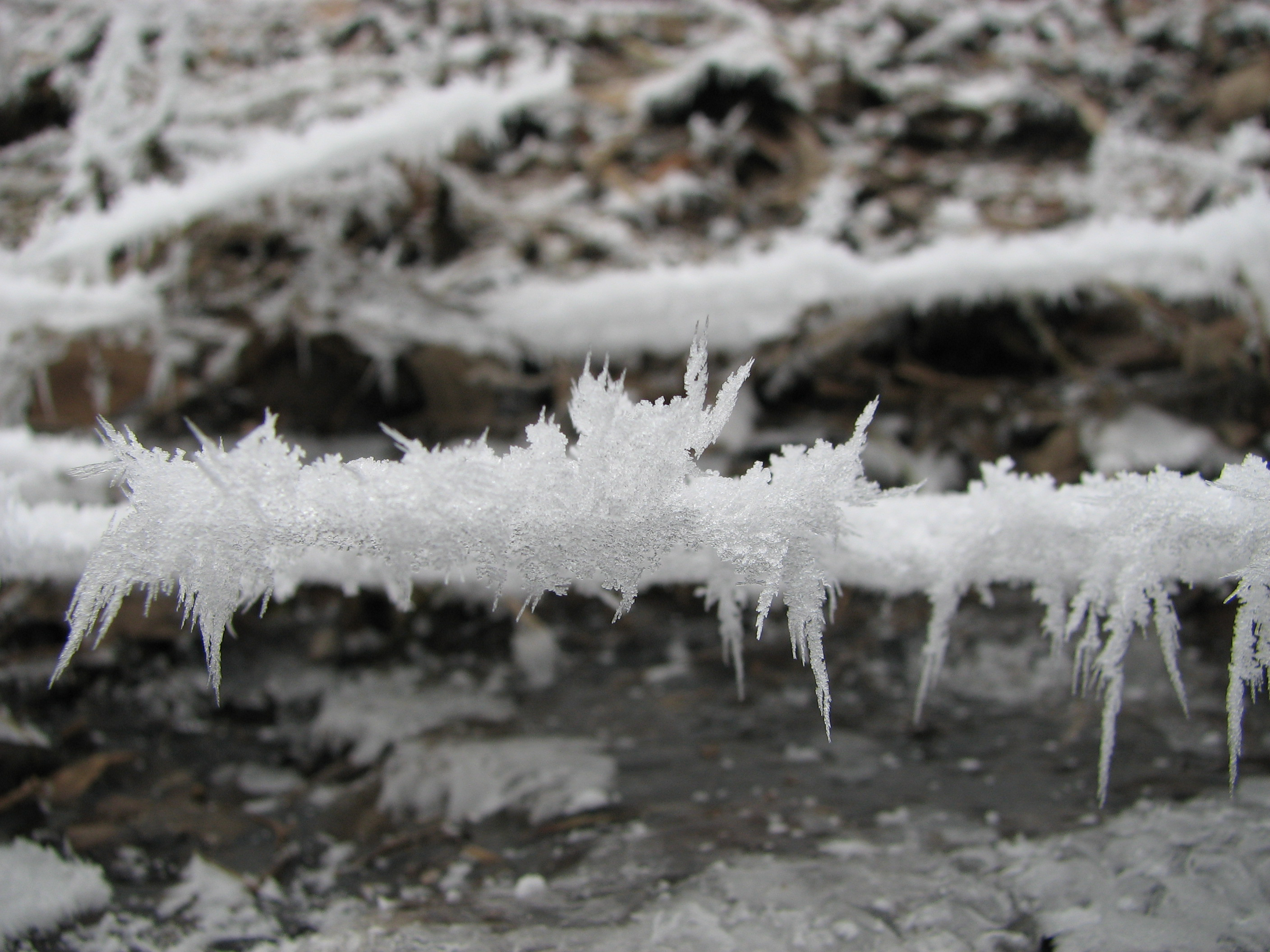
樹枝状の霜

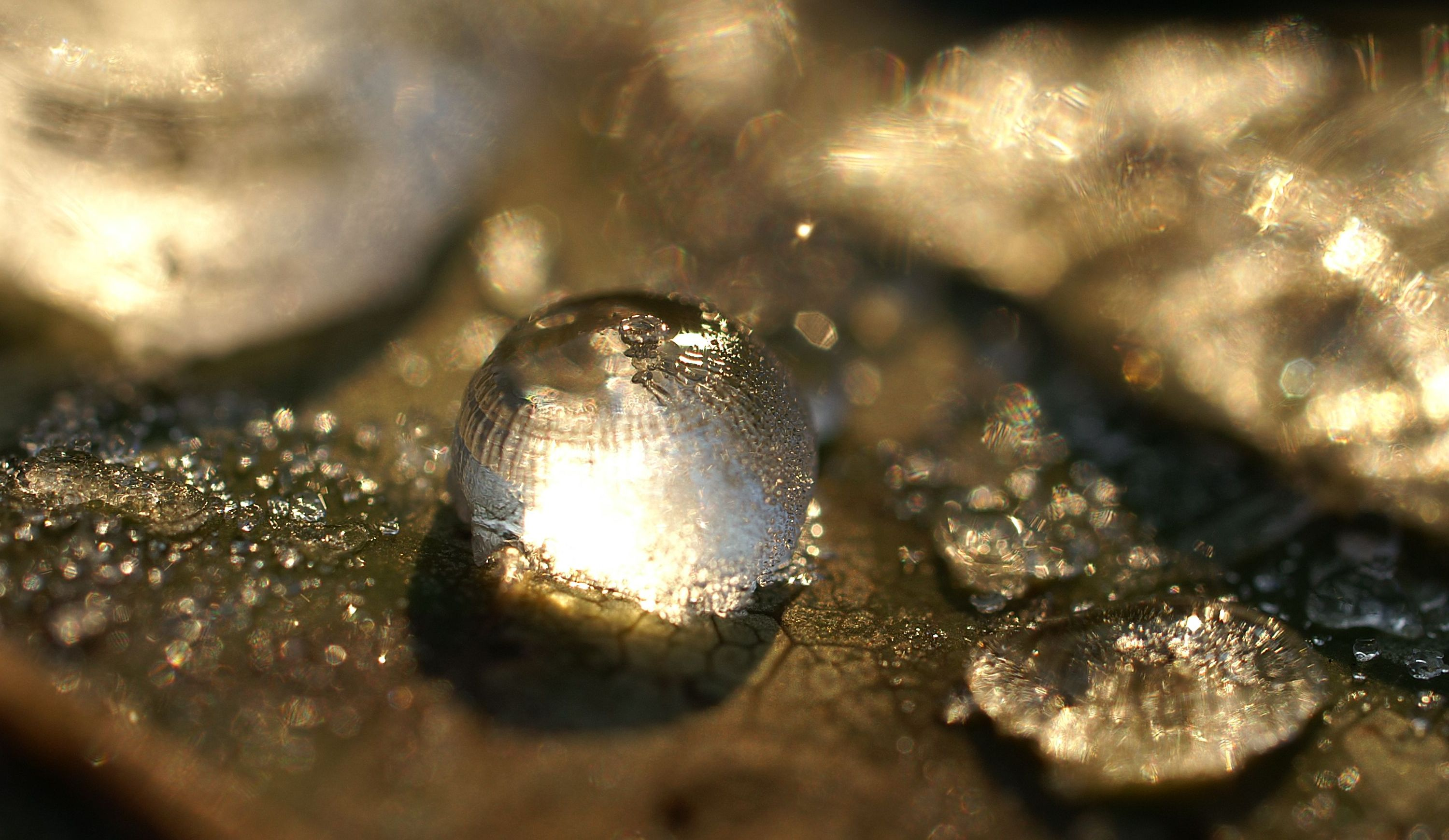
球形の氷晶が割れたもの

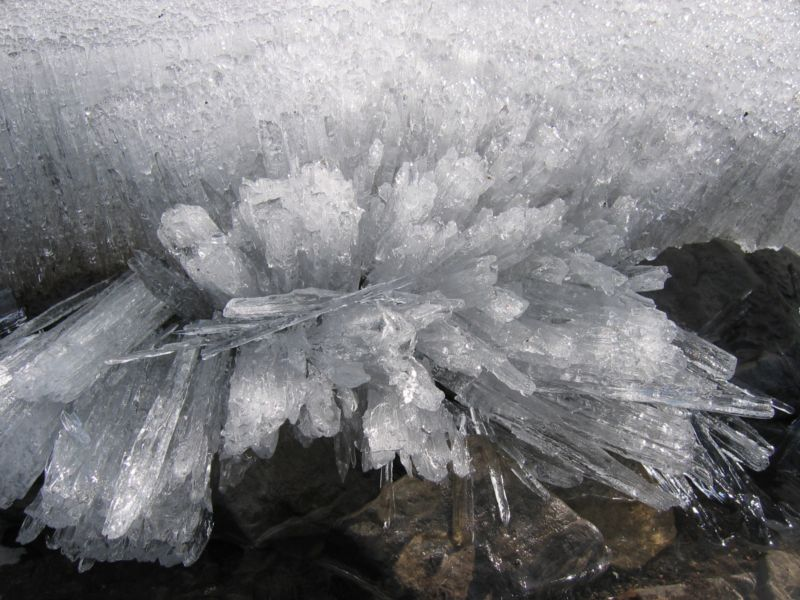
長い柱状の氷晶

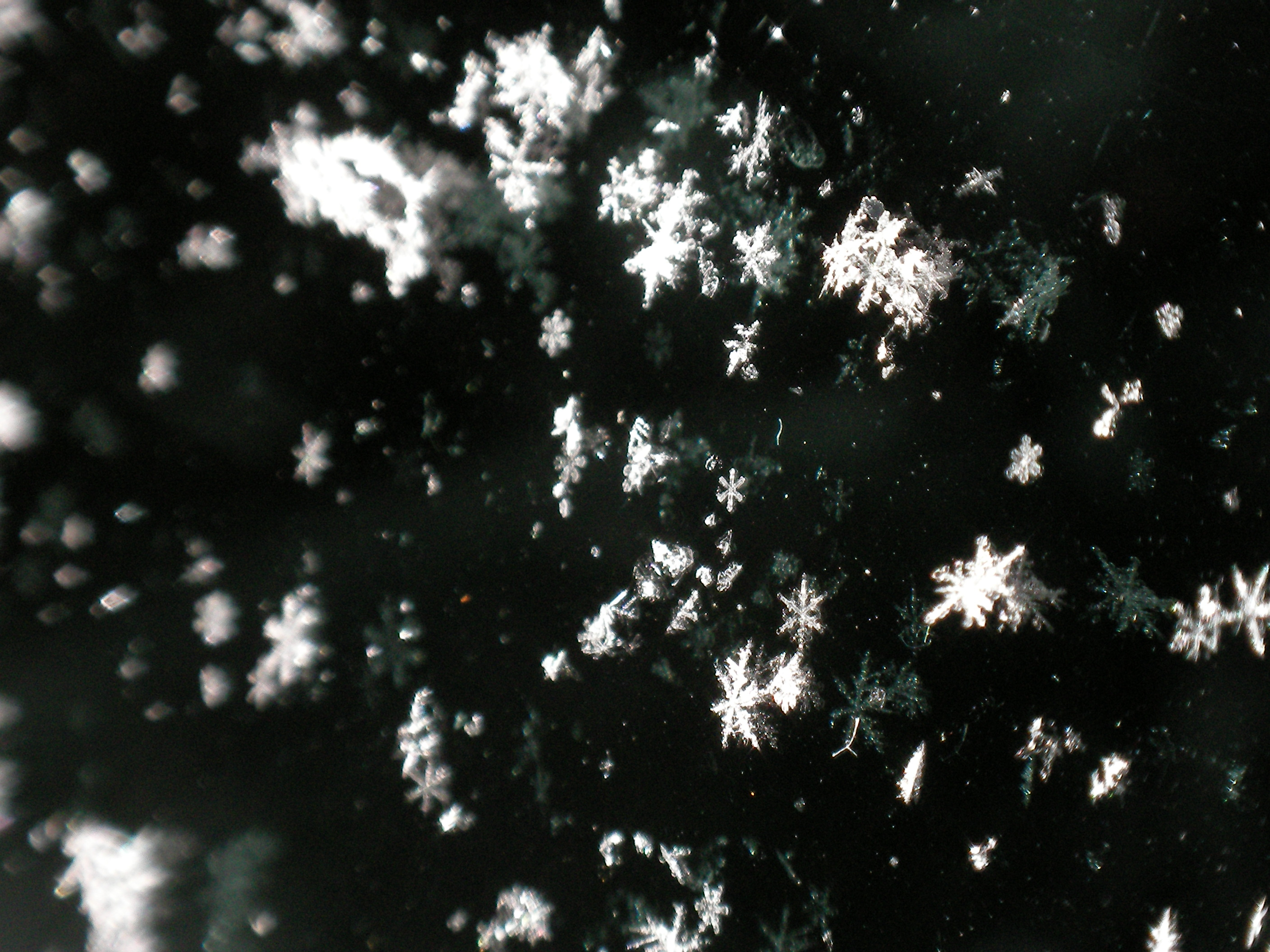
車の窓に落ちた雪の結晶

## 氷晶の物理化学
水が凍結してブロック形の大きな氷になるような場合は、氷晶と呼ぶことは少ない。ただ、このような氷でも、六方晶の結晶の面影が残ったような氷の溝やでこぼこが、筋のように氷の表面に現れることが多い。大気に触れた状態で凍らせた場合、大気中の水蒸気が昇華して、この模様ができる。
氷晶は、液体の水が凍結した際や、気体の水蒸気が昇華した際にできる。大量の水を有する水中でその一部分が凍結した氷よりも、大気中で凍結した氷のほうが、氷晶の形がよく形成される。
一般的に大気中の場合、氷晶の形成には、気温が氷点下（0℃以下）であること、氷晶核が存在していること、大気が過飽和の状態かもしくは水滴が浮遊している状態であること、の3条件が必要である。氷晶核がなければ、他の条件が整っていても水滴が過冷却になるか過飽和のままである。ただ、約-33℃以下になってくると、氷晶核がなくても凍結し始め、約-42℃でほとんどすべての水滴が凍結する。また同様に、（氷晶核以外の）振動などの外的刺激があれば、それより高い温度で凍結し始めることがある。
氷晶核は、結晶化の2段階のうち、核形成を促す。水滴においては、氷晶核が衝突したり、氷晶核が引力（重力、分子間力など）でその周囲の水蒸気を引き寄せたりして、水分子が数ナノメートルくらいの集団を形成する。これが一定の大きさを超えると、安定化して結晶成長（氷晶の成長）が始まり、これが急速に進む。
また、過冷却の水滴の中にすこしでも氷晶があれば、氷晶の周囲よりも過冷却水滴の周囲のほうが飽和水蒸気圧が高いので、過冷却水滴は蒸発しやすい。その蒸発した水蒸気は、氷晶に昇華して更に急成長していく（ライミング, riming）。そして、成長に伴って大きくなるため受ける重力が増し、次第に落下を始める。小さな氷晶や過冷却水滴は落下が遅いので、氷晶はこれらに接近して更に成長していく。
一方で、物体表面の場合、物体が大気中で言う氷晶核のような役割を果たすので、過冷却にはなりにくく、氷晶ができやすい。
雲の氷晶は六方晶に由来する60度、90度、120度となる面が共通して存在するので、太陽や月などの光を屈折し、様々な形状の暈と呼ばれる円状・円弧状の光、大気光学現象を生じる。

## 氷晶のパターンとその条件
氷晶の形には、多数の種類がある。これは、氷晶核の違いや、気温・湿度・気流などの違いといった条件の組み合わせにより変わる。雪の結晶は氷晶単体か、その集合体である。1つの雪片の中にも、異なる種類の氷晶が集合していることがある。
ふつう、雲の中でできた初期の氷晶や、極寒時に地上で見られる細氷の場合、単純な六角板や六角柱、針のような形をしている。成長して雪のように大きな結晶になると、それらが組み合わさった複雑な形をしたものが増えてくる。一方、霜や樹霜、水面にできる海氷や結氷などの場合、これらとは少し異なった形をしている。さらに、霜柱はまったく違った形をしている。
降水の氷晶（雪・霰・雹・凍雨・細氷）
霜
樹霜
霜柱
海氷・結氷